# بنغاسيوس العملاق
بنغاسيوس العملاق أو سمك السلور العملاق شاو فرايا (بالإنجليزية: Giant pangasius)‏ وهو نوع من الأسماك المياه العذبة من عائلة سلور القرش ،وحدت في تشاو فرايا ونهر ميكونغ.

## الوصف
- وتصطبغ بنغاسيوس العملاق بلون داكن، لديها رأس صغير مقارنة بجسمها وصدرها فضي إلى أبيض ،الظهر منحني، الزعانف الصدرية والحوض رمادي اللون وتأتي شكل الزعانف ممدودة إلى الخلف كالخيوط يمكن أن يصل طولها إلى 3 أمتار و وزنها إلى 290 كلغ.

## السلوك
- الأسماك بنغاسيوس العملاق تناول القشريات والأسماك الصغيرة، وبنغاسيوس العملاق من الأنواع المهاجرة، تفرخ عاد هذه الأسماك قبل موسم الرياح الموسمية.

## العلاقة مع البشر
- هذه الأسماك على عكس سمكة السلور العملاقة فهي من الأسماك المشهورة لدى البشر ويحتفلون بها في الاحتفالات الدينية والطقوس، ويذكر غالبا ما في الكتب المدرسية، وسائل الإعلام، والصحافة الشعبية.وهذه الأسماك عادة ماتكون من الأسماك المعروفة غذائيا ويتم تسويقها بنجاح ولها شعبية كبيرة في الشرق.